# Glassjaw
Glassjaw ist eine US-amerikanische Post-Hardcore-Band. Die Gruppe stammt aus New York und wurde 1994 von Sänger Daryl Palumbo, Schlagzeuger Justin Beck, den Gitarristen Todd Weinstock und Kris Baldwin sowie Bassist Ariel Telford gegründet. Als wesentlichen Einfluss nennt die Band Gruppen wie die Gorilla Biscuits sowie Godzilla-Filme.

## Geschichte
Die Ursprungsbesetzung von Glassjaw war eine Teenagerband, die im Keller der Eltern probte. Nach vielen Besetzungswechseln, die auch später beinahe an der Tagesordnung waren, wurde 1997 über ein kleines Independent-Label eine erste EP veröffentlicht (Kiss Kiss Bang Bang). 1999 spielte die Band mit dem legendären Hardcore-Produzenten Don Fury ein Demotape ein (The Don Fury Sessions). Mit dem für seine Nu-Metal-Produktionen bekannt gewordenen Produzenten Ross Robinson, der sich um die Jahrtausendwende musikalisch neu orientierte und vermehrt Bands mit Hardcore-Background produzierte, nahmen sie das 2000 auf Roadrunner Records veröffentlichte Debütalbum Everything You Ever Wanted to Know About Silence auf. Zu diesem Zeitpunkt gehörte auch der vorherige Gorilla-Biscuits-Schlagzeuger Sammy Siegler der Gruppe an. Nach der Veröffentlichung wollte die Band Roadrunner verlassen, um weiterhin mit Robinson arbeiten zu können, der seine Geschäftsbeziehung zu Roadrunner beendet hatte. Dies führte zu einem Streit mit dem Label, an das Glassjaw vertraglich gebunden war. Schließlich konnte man sich doch einigen, und 2002 erschien beim Major Label Warner das Zweitwerk Worship and Tribute, das Platz 82 der Billboard-Charts erreichte. Zu der Single Cosmopolitan Bloodloss erschien ein viel gespieltes Musikvideo, in dem der mit der Band befreundete Vincent Gallo zu sehen war, wie er sich auf die Suche nach der Quelle des ihn störenden Lärms machte und schließlich an einer Straßenecke die Band entdeckte, woraufhin er der Gruppe die Stromversorgung kappte.
2004 verließen mit Todd Weinstock, Dave Allen und Larry Gorman gleich drei Mitglieder auf einmal die Band, sie wurden durch frühere Bandmitglieder ersetzt. Es folgte eine längere Auszeit.

## Sonstiges
Glassjaw waren mehrmals in Europa auf Tour, zu Beginn noch als Support für Soulfly, später dann auch als Hauptact. Allerdings mussten viele Termine abgesagt werden, da Sänger Daryl Palumbo seit Jahren an Morbus Crohn leidet; 2001 entfielen deshalb sowohl die in Deutschland geplanten Ursprungstermine wie auch Monate später die Nachholkonzerte.
Insbesondere Palumbo ist auch in anderen Projekten tätig, vor allem seine Arbeit mit der Popband Head Automatica, mit der er zwischen 2004 und 2006 zwei Alben veröffentlichte, wurde viel beachtet. Auch war er trotz der wenig friedlich verlaufenen Trennung von Roadrunner bei dem Labelprojekt Roadrunner United beteiligt, für das er gemeinsam mit Joey Jordison, dem Schlagzeuger von Slipknot, das Stück No Way Out einspielte.

## Diskografie

### Alben
- 2000: Everything You Ever Wanted to Know About Silence (Roadrunner Records)
- 2002: Worship and Tribute (Warner Music Group)
- 2017: Material Control (Century Media)

### EPs
- 1997: Kiss Kiss Bang Bang
- 2005: El Mark
- 2011: Our Color Green (The Singles)
- 2011: Coloring Book